# Jens
Jens là một đô thị ở huyện Nidau tại bang Bern ở Thụy Sĩ. Đô thị này có diện tích 4,6 kilômét vuông, dân số năm 2005 là 605 người.